# Samhällsklass
Samhällsklass (från latin classis, jämför calare, kalla, sammankalla) är ett samhällsvetenskapligt och ideologiskt begrepp som används inom exempelvis sociologi och statsvetenskap. Att dela upp ett samhälle i olika samhällsklasser utefter sociala och ekonomiska mått är vedertaget. I Sverige har till exempel myndigheter delat in befolkningen i olika socialgrupper. En samhällsklass är en grupp människor som har liknande socioekonomiska förutsättningar. I marxistisk ideologi är klassamhälle ett centralt begrepp, där individens ägande av och/eller inflytande över produktionsmedel är avgörande för indelningen i arbetarklass och kapitalister.
I äldre samhällen var formella juridiska rättigheter ofta ojämlika mellan olika grupper – vissa yrken kunde vara förbehållna för adliga, det kunde vara direkt olagligt för personer från lägre grupper att bära klädesplagg av finare tyger – men även i moderna mer jämlika samhällen kan klasskillnader få konsekvenser för grupper av människor.
Klassidentitet är inom sociologin en subjektiv kategori baserad på individens egen uppfattning om vilken samhällsklass denne uppfattar sig tillhöra. I marxistisk teori görs en åtskillnad mellan objektiv och subjektiv klass. I marxistisk teori avser objektiv klass den indelning av människor i klasser som görs utifrån mått såsom makt, utbildningsnivå, inkomst och bakgrund. Subjektiv klass definieras enligt marxistisk teori däremot utifrån en persons upplevda klasstillhörighet; denna kan till skillnad från den objektiva klassen vara helt godtycklig. Exempelvis skulle Carl XVI Gustaf kunna känna sig som en del av en lägre klass än vad han i själva verket tillhör. Enligt den marxistiska uppdelningen kan en person således objektivt sett tillhöra till exempel överklassen, men subjektivt anse sig tillhöra arbetarklassen. 

## Bakgrund
I västerländsk tradition syftade begreppet klass ursprungligen på de sex avdelningar i vilka det romerska folket var indelat på grundval av vissa politiska och sociala skiljaktigheter. 

## Samhällsklass inom marxism

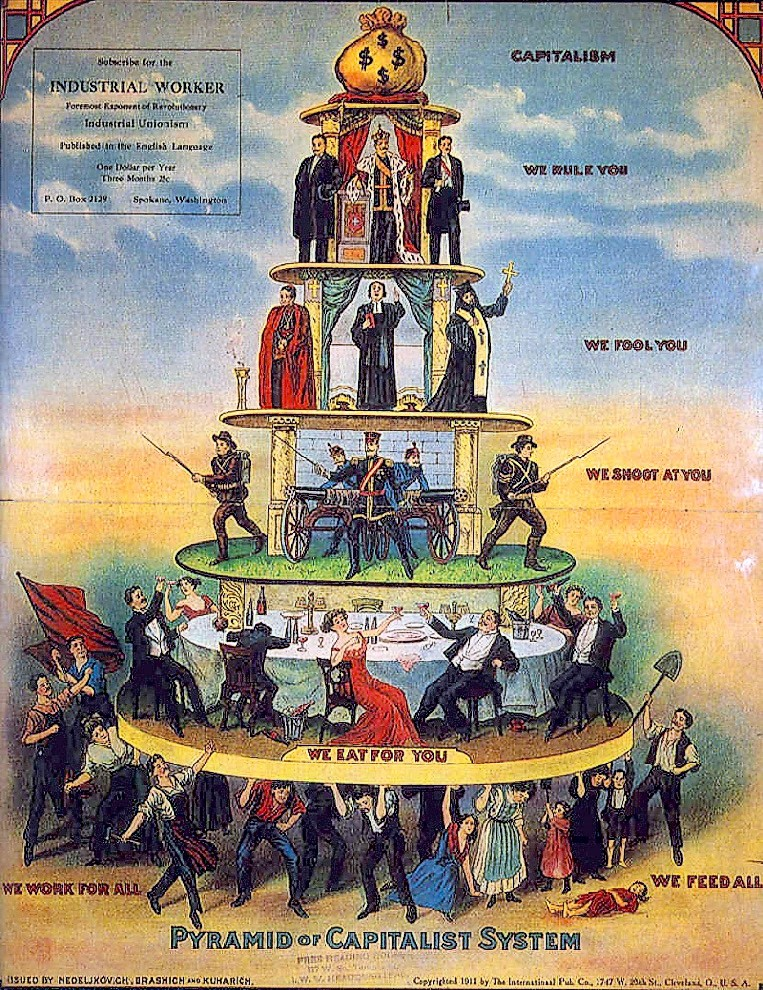
Den socialistiska klasspyramiden

Den tyske filosofen Karl Marx menade att klasstillhörigheten inte bestäms av levnadsstandarden, utan av vilken roll den enskilde har i det rådande produktionssättet, det vill säga om man i egenskap av arbetsköpare (kapitalist) äger produktionsmedel eller om man som arbetstagare (arbetare) saknar desamma. Den förra samhällsgruppen ansågs utgöra borgarklassen och den senare arbetarklassen. Arbetarklassen tvingas enligt Marx sälja sin arbetskraft (genom lönearbete) till den härskande borgarklassen som än mer förr i tiden ensidigt kunde diktera anställnings- och arbetsvillkoren och därmed exploatera arbetaren. Marx skildrade de olika historiska stadier som människan genomgått, utifrån det sätt på vilket människorna frambringar och fördelar det som är nödvändigt för livets fortbestånd, med andra ord de ekonomiska förhållandena och producerandet av förnödenheter, ting och varor. Enligt denna definition hade samhället utvecklats från urkommunism till antikt slavsamhälle över feodala samhällen till modern kapitalism. Förändringarna från ett stadium till ett annat beror på utfallet av klasskampen.
Vid en viss tidpunkt växer en undertryckt klass i numerär styrka och välter de rådande makt- och produktionsförhållandena. Marx säger, att all hittillsvarande historia i huvudsak är en historia om klasskamp.
Klasskampen är som nämnts en av den mänskliga historiens drivkrafter. Klassbegreppet hos Marx är ju i hög grad knutet till vilket förhållande man har till produktionsmedlen. Därför har under det kapitalistiska produktionssättets framväxt också en samhällsstruktur utvecklats där den grundläggande skiljelinjen går mellan de som måste försörja sig genom att sälja sin arbetskraft, det vill säga sin arbetstid, alltså lönearbetarna, och de som äger produktionsmedlen och köper denna arbetskrafts tid utan att betala för hela arbetstiden[källa behövs], det vill säga borgarklassen. Denna struktur kännetecknas av att en dominerande klass förtrycker en underordnad klass och tillägnar sig mervärdet av det som skapas vid produktionen. Dessa klasser är beroende av varandra men relationen dem emellan är fylld av motsättningar och förtryck.
Marx var också medveten om att dessa klasser inte är enhetliga. I det kapitalistiska samhället karakteriseras relationerna mellan människor av tävlan. Upprepade gånger pekade han på att denna inbördes tävlan och arbetsfördelningen splittrar såväl lönearbetarna som borgarklassen i en "oändlig mängd av intressen och stånd". Relationerna i produktionslivet bildar också basen för borgarklassens politiska förtryck av lönearbetarna, likaså för en juridisk ideologisk överstruktur som bidrar till att bevara de underliggande klassförhållandena.
Staten är ett uttryck för de grundläggande förhållandena i samhället som härleds från produktionslivet. Den politiska makten är därför i huvudsak underordnad den ekonomiska makten och har endast en relativ autonomi.
Marxister brukar tala om nödvändigheten om klassmedvetenhet, det vill säga förståelsen av sin klasstillhörighet och sina klassintressen, hos arbetare för att kunna delta i klasskampen.

## Intersektionalitet och klass
Feministisk och antirasistisk kritik av traditionell marxistisk teori har menat att alltför snävt fokus på ekonomisk ojämlikhet och kapitalistiska produktionsförhållanden kan resultera i en syn på klass som riskerar att utestänga andra grupper än dem som passar in i stereotypa föreställningar om arbetaren och arbetarklassen. Enligt feministiska och intersektionella teorier kan klassförhållanden inte begripliggöras helt åtskilt från andra maktordningar som kön, ras och etnicitet.  Det som utifrån ett håll kan förstås som ojämlikhet utifrån klass kan alltså även ses som ett uttryck för maktrelationer utifrån etnicitet eller härkomst.